# Sturnira ludovici
Sturnira ludovici es una especie de murciélago de la familia Phyllostomidae.

## Distribución geográfica
Se encuentra en Colombia, Costa Rica, Ecuador, El Salvador, Guatemala, Guayana, Honduras, México, Nicaragua, Panamá y Venezuela.